# Chrysocale pava
Poliopastea pava là một loài bướm đêm thuộc phân họ Arctiinae, họ Erebidae.